# Ибероамерика
Ибероамерика (шп. Iberoamérica; порт. Ibero-América) или Иберијска Америка је термин који је почео да се користи у другој половини 19. века за групу земаља на америчком континенту које су раније биле шпанске и португалске колоније. 
Иберо- је префикс који означава Иберијско полуострво у Европи, на коме се налазе Шпанија, Португал, Андора и Гибралтар. Према томе, Ибероамерика се односи на све земље на америчком континенту у којима се говори шпански, и Бразил, у коме се говори португалски. У ову групу се такође убрајају и саме Шпанија и Португал, као и Андора, иако не припадају америчком континенту. Организација ибероамеричких земаља на пример, их убраја међу своје чланице. 
Овај термин не треба мешати са терминима Латиноамерика (Латинска Америка) и Хиспаноамерика (Хиспанска Америка).

## Земље Ибероамерике и број становника
- Хиспанофоне земље на америчком континенту

 Аргентина 38.747.000
 Боливија 9.182.000
 Чиле 16.295.000|
 Колумбија 45.600.000
 Костарика 4.401.000
 Куба 11.269.000
 Доминиканска Република 8.895.000
 Еквадор 13.228.000
 Салвадор 6.881.000
 Хондурас 7.205.000
 Гватемала 12.599.000
 Мексико 107.029.000
 Никарагва 5.487.000
 Панама 3.232.000
 Парагвај 6.158.000
 Перу 27.968.000
 Порторико 3.955.000 (САД протекторат)
 Уругвај 3.463.000
 Венецуела 26.749.000
- Хиспанофоне земље на европском континенту

 Шпанија 43.064.000
 Андора 69,150
- Земље у којима се говори португалски (Америка и Европа)

 Бразил 186.405.000
 Португалија 10.495.000